# Société d'électrochimie, d'électrométallurgie et des aciéries électriques d'Ugine
La Société d’électrochimie, d'électrométallurgie et des aciéries électriques d'Ugine (SECEMAEU) était l'une des premières entreprises métallurgiques françaises, avant sa fusion avec les Établissements Kuhlmann puis Pechiney pour donner naissance à PUK, alors première entreprise privée française. Après avoir été acquis par Usinor-Sacilor en 1991, la société devient Ugitech lors de sa fusion avec Sprint Metal.
Par la suite, Arcelor vend Ugitech au groupe Schmolz + Bickenbach en 2006.

## Histoire
Paul Girod était un ingénieur chimiste, pionnier de l’électrométallurgie des ferro-alliages et de l’acier. Il avait racheté les Papeteries Aubry de Venthon près d'Albertville pour y créer sa « Société Anonyme Électro-métallurgique Procédés Paul Girod », inaugurée en 1903, puis rebaptisée en 1908 « Forges et Aciéries Paul Girod ». À la suite d'une crise de liquidités en 1922, la Banque Laydernier ne souhaitant pas financer trop sa ligne à haute-tension Lyon-Albertville, il est évincé, juste après avoir finalisé la fusion avec la Société d'électrochimie d'Henry Gall, qui avait elle-même fusionné trois ans, en 1919, avec la Société électro-métallurgique du Giffre de Jules Barut et dès 1916 avec La Volta lyonnaise.
En 1922, Jules Barut devient administrateur-délégué, aux côtés du directeur Georges Painvin, de la nouvelle société née de la fusion, la « Société d’électrochimie, d'électrométallurgie et des aciéries électriques d'Ugine » (SECEMAEU). Son périmètre ne changera plus pendant 40 ans et elle va connaitre une très forte croissance. Dans les années 1920, comme ce sera le cas dans les années 1950 et les années 1960, Pechiney produit 80 % de l'aluminium français, et la société autour de 20 %. Toutes deux sont associées au sein du consortium « l'aluminium français », fondé en 1911 par Adrien Badin, et partagent certains coûts, en particulier ceux de l'expansion aux États-Unis.
Mais le principal fonds de commerce de la SECEMAEU devient l'acier inoxydable, destinés à deux marchés en forte croissance, l'automobile et l'aéronautique. Le procédé Ugine-Perrin, mis au point par le jeune ingénieur René Perrin, aura à partir de 1925 un retentissement considérable sur le plan national et international pour la fabrication d'acier inoxydable. À la suite de cette découverte, l'entreprise investit dans sa puissance électrique : le torrent à régime glaciaire du Bon-Nant est dérivé au Lac de la Girotte, afin de pouvoir compenser la baisse du niveau des torrents non-glaciaires à l'été, dans la partie du réseau électrique située dans le Beaufortain, massif qui n'a pas de glacier et peu d'enneigement estival. À partir de 1925, une galerie souterraine de 4,6 kilomètres ira puiser aux sources du Bon-Nant, au plan du Bonhomme (1 910 mètres), en passant sous la tête de la Cicle, convoyant 10 millions de mètres cubes d'eau qu'elle amène au barrage de la Girotte, qui est alors un barrage naturel, percé d'un tunnel d'écoulement saisonnier, à 80 mètres sous la surface de l'eau.
Ces investissements entraînent une augmentation de la population de la mini-agglomération d'Ugine, qui passe 3 795 personnes en 1921 à 5951 en 1931, dont une majorité d'étrangers soit 3 347 personnes. Parmi ces derniers, la majorité vient de Vénétie et plus particulièrement de la province de Trévise. La progression la plus forte a lieu à partir de 1926:
| Période                        | 1906-1911 | 1911-1921 | 1921-1926 | 1926-1931 |
| Accroissement de la population | 788       | 431       | 987       | 1197      |

Pechiney monte au capital en 1928, lorsque la société détient quinze usines en France. Paul Girod est entré au conseil d'administration, en tant que vice-président et a reçu 36 000 actions de 500 francs. Mais il est écarté de l'exécutif. La production d'inox s'étend en 1938 au versant sud du Beaufortain.
La société est réquisitionnée sous l'Occupation, car jugée stratégique par les Allemands, mais son action reste cotée, passant de 698 francs en 1940 à 2 950 francs en 1944. Selon l'historienne Annie Lacroix-Riz, la Degesch, filiale d'IG Farben, produisant le gaz Zyklon B utilisé dans les chambres à gaz de certains camps d’extermination, fait produire 37 tonnes dans l' usine d'Ugine, par sa filiale, Durferrit-Sofumi, à Villers-Saint-Sépulcre.
En 1948, elle est presque aussi riche que Pechiney, dont le capital est passé de 344 millions en 1939 à 3 milliards de francs, et qui a la 14e capitalisation boursière française, avec 6,7 milliards de francs. Celui de la SECEMAEU est passé de 440 millions de francs en 1945 à 2,3 milliards de francs en 1948. Les réseaux électriques sont alors confiés à EDF en échange de tarifs encourageants pour les industriels.
Les dérivés du procédé Ugine-Perrin sont toujours à la pointe de la technologie, 40 ans après son invention; L'installation des hauts fourneaux d'Usinor à Dunkerque, pour profiter des dérivés du Procédé Ugine-Perrin dans les aciers inox est prévue dès 1956 et déployée également lors de l'inauguration du complexe sidérurgique géant de Fos-sur-Mer, auquel la société d'Ugine prend part. La construction de l'aciérie de Fos-sur-Mer spécialisée dans l'élaboration des aciers spéciaux, à l'ouest du complexe de Solmer, est achevée en 1971 et coûte 260 MF.
La SECEMAEU fusionne avec la « Société des Produits Azotés » en 1962, puis en décembre 1966 avec les Établissements Kuhlmann et enfin en 1971 avec Pechiney, pour donner naissance à Pechiney-Ugine-Kuhlmann (PUK), alors première entreprise privée française. En 1987, elle réalise 20 milliards de francs de chiffres d'affaires dont les trois-quarts à l'export, grâce à sa percée aux États-Unis, avec un bénéfice net de 1,6 milliard de francs. Cédée en 1982 à Usinor, elle est  par la suite renommée en Ugine SA. En 1990, elle s'implante sur le marché américain avec la prise de contrôle de l'entreprise américaine J&L Specialty Steel. Ugine devient Ugitech et est rachetée par le Groupe Schmolz + Bickenbach en 2006.

## Chronologie
- 1889 : la Société électrochimique fondée à Vallorbe.
- 1897 : la Société électro-métallurgique du Giffre fondée par Jules Barut.
- 1898 : La Volta lyonnaise fondée par Georges Coutagne] à Lyon.
- 1899 : La Volta lyonnaise s'installe à Saint-Marcel pour traiter le chlorure de sodium.
- 1903 : la Société anonyme électro-métallurgique, Procédés Paul Girod fondée à Neuchâtel.
- 1908 : la Société anonyme électro-métallurgique, Procédés Paul Girod rebaptisée "Forges et Aciéries Paul Girod".
- 1916 : la Société électrochimique fusionne avec La Volta lyonnaise.
- 1919 : la Société électrochimique fusionne avec la Société électro-métallurgique du Giffre.
- 1920 : la Société électrochimique fusionne avec la Société des carbures métalliques[18] et deviennent la "Société des Électrodes de Savoie" (SES).
- 1920 : Paul Girod recrute comme directeur général, Georges Painvin
- 1920 : arrivée dans la société de René Perrin.
- 1922 : SES fusionne avec les Forges et Aciéries Paul Girod, pour devenir la SECEMAEU, qui regroupe quatre des cinq grands opérateurs de Savoie et Haute-Savoie.
- 1923 : la SECEMAEU installe une pompe centrifuge Auguste Rateau sous le Barrage de la Girotte, pour remonter l'eau[19].
- 1925 : la SECEMAEU lance le procédé Ugine-Perrin
- 1925 : galerie souterraine de 4,6 kilomètres acheminant au Barrage de la Girotte l'eau des sources du Bon-Nant
- 1928 : la SECEMAEU détient quinze usines en France.
- 1928 : Pechiney monte au capital de la SECEMAEU
- 1928 : Loi Loucheur sur le Logement social en France, qui s'inspire de ce que la société a fait à Ugine
- 1929 : création avec des capitaux allemands d'une filiale, la Société industrielles des dérivés de l'acétylène (SIDA) à La Chambre[20]
- 1932 : création avec des capitaux américains d'une autre filiale, la Société industrielle Savoie Archeson à  La Léchère[20] sur le site de la "société des carbures métalliques"[18].
- 1948 : la SECEMAEU vaut 2,3 milliards de francs en Bourse
- 1959 : René Perrin PDG de la SECEMAEU
- années 1960 : implantations sur les sites de Dunkerque et Fos sur Mer
- 1962 : la SECEMAEU absorbe la "Société des Produits Azotés"
- décembre 1966 : la SECEMAEU fusionne avec les Établissements Kuhlmann pour devenir Ugine-Kuhlmann
- 1971 : Ugine-Kuhlmann fusionne avec Pechiney pour devenir PUK, 1re entreprise industrielle française.
- 1993 : introduction en bourse de New-York la filiale américaine J & L